# Luigi III d'Assia
Luigi III d'Assia e del Reno (Darmstadt, 9 giugno 1806 – Seeheim, 13 giugno 1877) (in tedesco: Ludwig III Großherzog von Hessen und bei Rhein) fu granduca d'Assia e del Reno dal 1848 fino alla sua morte.

## Biografia
Luigi era il figlio maggiore del granduca Luigi II d'Assia e di sua moglie, la principessa Guglielmina di Baden (1788-1836), figlia del principe ereditario Carlo Luigi di Baden. Il piccolo Luigi venne educato assieme al fratello minore Carlo, ricevendo un'impronta tipicamente militare, che gli consentì anche di studiare per due anni all'Università di Lipsia. A partire dal 1827 Luigi iniziò il proprio viaggio culturale, toccando tappe come Francia, Inghilterra, Austria, Italia e Belgio.
Il 26 dicembre 1833 sposò a Monaco di Baviera la principessa Matilde Carolina di Baviera (1813-1862), figlia di re Luigi I di Baviera ed il giorno stesso del suo matrimonio venne creato Luogotenente Generale e Ispettore della fanteria assiana. Il matrimonio non diede eredi.
Con idee ideologicamente meno chiuse del padre, Luigi fu aperto al liberalismo durante la rivoluzione del 1848. Il 5 marzo 1848 venne nominato coreggente, dopo che il padre di fatto aveva rinunciato al trono. Alla morte di suo padre licenziò il primo ministro Karl du Thil e nominò al suo posto Heinrich von Gagern, lasciandogli anche grande rilevanza nelle operazioni di governo. A partire dal 1850 la politica del granducato fu affidata al più reazionario primo ministro Reinhard Carl Friedrich von Dalwigk. Dopo la sconfitta del 1866, la separazione dell'Alta Assia a favore dell'integrazione con i domini prussiani fu impedita solo grazie all'intervento del cognato di Luigi III, lo zar Alessandro II di Russia.
Dopo la morte della prima moglie, Luigi si sposò il 20 giugno 1868 a Darmstadt, con un matrimonio morganatico, con Anna Magdalena Appel, che in quell'occasione venne nobilitata col predicato di von Hochstätten.
Con la seconda moglie, Luigi III visse ritirato nel castello di Braunshardt. Dal 1871, con il completamento dell'unificazione della Germania sotto il governo della Prussia, il ruolo effettivo di governo divenne solo formale; alla sua morte, avvenuta nel 1877, gli succedette il nipote Luigi IV.

## Antenati
|                                           |                                   |                                                                 | Genitori                                                              |  |  | Nonni |  |  | Bisnonni                              |  |  | Trisnonni                               |  |
|                                           |                                   |                                                                 |                                                                       |  |  |       |  |  | Luigi IX, Langravio d'Assia-Darmstadt |  |  | Luigi VIII, Langravio d'Assia-Darmstadt |  |
|                                           |                                   |                                                                 |                                                                       |  |  |       |  |  | Luigi IX, Langravio d'Assia-Darmstadt |  |  | Luigi VIII, Langravio d'Assia-Darmstadt |  |
|                                           |                                   | Contessa Carlotta di Hanau-Lichtenberg                          |                                                                       |  |  |       |  |  | Luigi IX, Langravio d'Assia-Darmstadt |  |  |                                         |  |
| Luigi I, Granduca d'Assia                 |                                   |                                                                 |                                                                       |  |  |       |  |  | Luigi IX, Langravio d'Assia-Darmstadt |  |  |                                         |  |
|                                           |                                   | Contessa Palatina Carolina di Zweibrücken                       | Cristiano III, Conte Palatino di Zweibrücken                          |  |  |       |  |  |                                       |  |  |                                         |  |
|                                           |                                   | Contessa Palatina Carolina di Zweibrücken                       | Cristiano III, Conte Palatino di Zweibrücken                          |  |  |       |  |  |                                       |  |  |                                         |  |
|                                           |                                   | Contessa Palatina Carolina di Zweibrücken                       | Contessa Carolina di Nassau-Saarbrücken                               |  |  |       |  |  |                                       |  |  |                                         |  |
| Luigi II, Granduca d'Assia                |                                   | Contessa Palatina Carolina di Zweibrücken                       |                                                                       |  |  |       |  |  |                                       |  |  |                                         |  |
|                                           |                                   | Langravio Giorgio Guglielmo d'Assia-Darmstadt                   | Luigi VIII, Langravio d'Assia-Darmstadt                               |  |  |       |  |  |                                       |  |  |                                         |  |
|                                           |                                   | Langravio Giorgio Guglielmo d'Assia-Darmstadt                   | Luigi VIII, Langravio d'Assia-Darmstadt                               |  |  |       |  |  |                                       |  |  |                                         |  |
|                                           |                                   | Langravio Giorgio Guglielmo d'Assia-Darmstadt                   | Contessa Carlotta di Hanau-Lichtenberg                                |  |  |       |  |  |                                       |  |  |                                         |  |
| Principessa Luisa d'Assia-Darmstadt       |                                   | Langravio Giorgio Guglielmo d'Assia-Darmstadt                   |                                                                       |  |  |       |  |  |                                       |  |  |                                         |  |
|                                           |                                   | Contessa Maria Luisa Albertina di Leiningen-Dagsburg-Falkenburg | Cristiano Carlo Reinardo di Leiningen-Dachsburg-Falkenburg-Heidesheim |  |  |       |  |  |                                       |  |  |                                         |  |
|                                           |                                   | Contessa Maria Luisa Albertina di Leiningen-Dagsburg-Falkenburg | Cristiano Carlo Reinardo di Leiningen-Dachsburg-Falkenburg-Heidesheim |  |  |       |  |  |                                       |  |  |                                         |  |
|                                           |                                   | Contessa Maria Luisa Albertina di Leiningen-Dagsburg-Falkenburg | Contessa Caterina Polissena di Solms-Rödelheim-Assenheim              |  |  |       |  |  |                                       |  |  |                                         |  |
| Luigi III, Granduca d'Assia e del Reno    |                                   | Contessa Maria Luisa Albertina di Leiningen-Dagsburg-Falkenburg |                                                                       |  |  |       |  |  |                                       |  |  |                                         |  |
|                                           | Carlo Federico, Granduca di Baden | Federico, Principe Ereditario di Baden-Durlach                  |                                                                       |  |  |       |  |  |                                       |  |  |                                         |  |
|                                           | Carlo Federico, Granduca di Baden | Federico, Principe Ereditario di Baden-Durlach                  |                                                                       |  |  |       |  |  |                                       |  |  |                                         |  |
|                                           | Carlo Federico, Granduca di Baden | Principessa Amalia di Nassau-Dietz                              |                                                                       |  |  |       |  |  |                                       |  |  |                                         |  |
| Carlo Luigi, Principe Ereditario di Baden | Carlo Federico, Granduca di Baden |                                                                 |                                                                       |  |  |       |  |  |                                       |  |  |                                         |  |
|                                           |                                   | Principessa Carolina Luisa d'Assia-Darmstadt                    | Luigi VIII, Langravio d'Assia-Darmstadt                               |  |  |       |  |  |                                       |  |  |                                         |  |
|                                           |                                   | Principessa Carolina Luisa d'Assia-Darmstadt                    | Luigi VIII, Langravio d'Assia-Darmstadt                               |  |  |       |  |  |                                       |  |  |                                         |  |
|                                           |                                   | Principessa Carolina Luisa d'Assia-Darmstadt                    | Contessa Carlotta di Hanau-Lichtenberg                                |  |  |       |  |  |                                       |  |  |                                         |  |
| Principessa Guglielmina di Baden          |                                   | Principessa Carolina Luisa d'Assia-Darmstadt                    |                                                                       |  |  |       |  |  |                                       |  |  |                                         |  |
|                                           |                                   | Luigi IX, Langravio d'Assia-Darmstadt                           | Luigi VIII, Langravio d'Assia-Darmstadt                               |  |  |       |  |  |                                       |  |  |                                         |  |
|                                           |                                   | Luigi IX, Langravio d'Assia-Darmstadt                           | Luigi VIII, Langravio d'Assia-Darmstadt                               |  |  |       |  |  |                                       |  |  |                                         |  |
|                                           |                                   | Luigi IX, Langravio d'Assia-Darmstadt                           | Contessa Carlotta di Hanau-Lichtenberg                                |  |  |       |  |  |                                       |  |  |                                         |  |
| Langravia Amalia Amalia d'Assia-Darmstadt |                                   | Luigi IX, Langravio d'Assia-Darmstadt                           |                                                                       |  |  |       |  |  |                                       |  |  |                                         |  |
|                                           |                                   | Contessa Palatina Carolina di Zweibrücken                       | Cristiano III, Conte Palatino di Zweibrücken                          |  |  |       |  |  |                                       |  |  |                                         |  |
|                                           |                                   | Contessa Palatina Carolina di Zweibrücken                       | Cristiano III, Conte Palatino di Zweibrücken                          |  |  |       |  |  |                                       |  |  |                                         |  |
|                                           |                                   | Contessa Palatina Carolina di Zweibrücken                       | Contessa Carolina di Nassau-Saarbrücken                               |  |  |       |  |  |                                       |  |  |                                         |  |
|                                           |                                   | Contessa Palatina Carolina di Zweibrücken                       |                                                                       |  |  |       |  |  |                                       |  |  |                                         |  |